# Grindu, Tulcea
Grindu este satul de reședință al comunei cu același nume din județul Tulcea, Dobrogea, România. Se află în partea de nord-vest a județului, în Lunca Dunării, pe malul drept al Dunării, în zona numită Cotul Pisicii. Înainte de 1965 s-a numit Pisica.